# 文特諾
文特諾（英語：Ventnor，/ˈvɛntnər/）是英格蘭的一個海濱度假小鎮和民政教區，創建於維多利亞時代，位於懷特島南海岸。這裡的晴天日數遠高於英國平均值，使得許多亞熱帶植物容易種植養護，包括來自南美洲安地斯山脈的普亞鳳梨，也讓這裡的文特諾植物園十分有名。

## 外部連結
- IOW Council beach information
- The history of Ventnor's Winter Gardens building overlooking the Eastern Esplanade （页面存档备份，存于）
- Old pictures of Ventnor （页面存档备份，存于）